# کرهارت هنیگه
کرهارت هنیگه (آلمانی: Gerhard Hennige؛ زادهٔ ۲۳ سپتامبر ۱۹۴۰) دونده سرعت اهل آلمان بود.
وی در مسابقات کشوری و بین‌المللی در مجموع برندهٔ ۱ مدال نقره، ۲ مدال برنز شده‌است.